# Salvador Cubell
Salvador Cubell (vers 1404- Oristany 13 de febrer de 1470), fou el fill de Lleonard Cubell i successor de son germà Antoni Cubell com a marquès d'Oristany i comte de Goceà. Fou pretendent al tron d'Arborea el 1463. Va deixar l'herència al seu nebot, de la família Alagó senyors de Sastago i Pina. Es va casar abans de 1439 amb Catalina de Centelles (morta després de 1460) filla de Bernat de Centelles i Leonor de Queralt.